# لیام مور
لیام مور (انگلیسی: Liam Moore؛ زادهٔ ۳۱ ژانویهٔ ۱۹۹۳) یک بازیکن فوتبال است.